# Andalusit
Andalusit er et aluminium nesosilicate mineral med den kemiske formel Al2SiO5. Andalusit er opkaldt efter Andalusien, den spanske provins hvor den først blev opdaget.
Andalusit er ”pleochroic”, der betyder at den viser forskellige farver fra de forskellige vinkler den betragtes fra. Det kræver speciel opmærksomhed og dygtighed fra ædelstenssliberen da formålet normalt er at minimere ”pleochroic” ved slibning som f.eks. hos iolite og tanzanit og maksimere den enkelte farve der er smukkest. Ved slibning af andalusit gælder den modsatte regel. Ædelstenssliberen forsøger at slibe stenen så den frembringer et miks af orange-brune og gulgrønne til gyldne farver.
Den betegnes somme tider som fattig mands alexandrit fordi den tilbyder farveskift for få penge i forhold til den meget kostbare alexandrit, men reelt er der ikke meget lighed med alexandrit, der skifter farve fra grøn til rødlig afhængig af lyskilden. Andalusit skifter nemlig slet ikke farve, da de forskellige farver faktisk er til stede på samme tid.
Andalusit viser en af de mest tydelige eksempler på en trikroisk ædelsten der findes. Farverne i stenen er så langt fra hinanden at man med øjet kan adskille alle 3 farver fra hinanden uden brug af instrumenter. Og med f.eks. et dikroskop, adskillelse af farverne bliver endnu mere udtalt. Kun tanzanit vil have en lignende udtalt adskillelse.
Andalusit er mest fundet i perlegrus og aflejringer af ler og grus. Er sjældent fundet som krystaller men mere som småsten og afbrækkede stykker.

## Oprindelse
| - Spanien hvor stenen først blev fundet. - Brasilien | - Sri Lanka - Rusland | - USA - Canada | - Afrika |

## Gemmologiske informationer
Optiske egenskaber: Biaksial negativ, B-
Absorptionsspektrum: Svage absorptionslinjer i 450-500 nm område er muligt, men vil variere afhængig af oprindelse.  
Specielle identificerende egenskaber og test: Separation af farverne med et dikroskop skulle være diagnostisk til identificering for en erfaren gemmolog
Syntetisk: Ingen
Imitationer: Forsøg på immitering er ikke vellykket grundet dets stærke trikroisk udskillelse